# Повалишин, Александр Васильевич
Алекса́ндр Васи́льевич Повали́шин (1773—1822) — капитан-командор, участник русско-шведской войны 1788—1790 годов.

## Семья
Из рода Повалишиных, потомственных дворян Рязанской губернии.
Отец: Повалишин, Василий Матвеевич (род. 1729), капитан артиллерии, надворный советник, помещик с. Никитское Пронского уезда
Мать: Ершова Екатерина Андреевна
Братья и сестры:
- Повалишин Сергей Васильевич
- Повалишин, Андрей Васильевич (род. 1760[1], по др. данным 1765[3]) — генерал-лейтенант, участник Русско-турецкой войны 1787—1792, тайный советник, губернатор Астраханской губернии
- Повалишин, Фёдор Васильевич (1775-25.03.1857) — полковник, ордена Святого Георгия IV ст., участник русско-турецкой войны 1806—1812 годов
- Повалишин Николай Васильевич (род. 1778)
- Повалишин, Пётр Васильевич (1779 — 1852) — генерал-лейтенант флота, кавалер ордена Святого Георгия IV ст., участник второй и шестой коалиций наполеоновских войн, участник русско-турецкой войны 1806—1812 годов
- Повалишин Матвей Васильевич (род. 1782) - лейтенант, помещик Сапожковского уезда
- Повалишина Анна Васильевна (род. [29.03.1786-7.07.1816) - фрейлина Двора Их Императорских Величеств. Похоронена на городском кладбище в Павловске.

## Биография
Поступив в 1783 году в Морской корпус кадетом, он, будучи гардемарином, сделал несколько плаваний в Финском заливе, а 14 февраля 1790 года был, в ранге мичмана, назначен адъютантом к адмиралу И. А. Повалишину и на корабле «Три иерарха» участвовал в сражениях со шведами при Красной Горке и Выборге.
В 1791 и 1792—1795 годах Повалишин ежегодно был в плавании в Балтийском и Северном морях; 26 июля 1796 года произведён в капитан-лейтенанты, в 1799 и 1800 годах, в эскадре вице-адмирала Баратынского, перешёл из Архангельска к берегам Англии, а оттуда — в Кронштадт.
В 1801 году командовал фрегатом «Богоявление», а в 1802—1804 годах — фрегатом «Рафаил», с которым ежегодно плавал между Кронштадтом и Ревелем. Затем, командуя фрегатом «Лёгкий», плавал два лета в Балтийском море; в 1804 году, за эволюции, произведённые им с этим фрегатом на Кронштадтском рейде в присутствии императора Александра I, был награждён бриллиантовым перстнем.
В 1806 году, командуя тем же фрегатом, перешел из Кронштадта в Корфу, а оттуда в Боко-ди-Катаро. В 1807 году Повалишин был произведён в капитаны 2-го ранга и на том же «Лёгком» плавал в Адриатическом море до 1809 года.
10 марта 1810 года произведён в капитаны 1-го ранга и возвратился в Санкт-Петербург. В 1811 году командовал 46-м флотским экипажем.
В 1812—1814 годах, командуя кораблем «Северная Звезда», перешёл из Кронштадта к берегам Англии и, в составе английской эскадры, крейсировал в Северном море и прикрывал высадки в Голландии и Бельгии английских войск, назначенных для действий против Наполеона.
В 1815—1816 годах он снова командовал 46-м экипажем, в 1817 году с десантными войсками, командуя «Северной Звездой», плавал от Кронштадта до Кале.
6 мая 1820 года произведён в капитан-командоры, а 19 июня 1822 года скончался в Кронштадте.

## Награды
26 ноября 1809 года «За беспорочную выслугу в офицерских чинах, 18-ти шестимесячных морских кампаний» был награждён орденом св. Георгия 4-й степени (№ 2122 по кавалерскому списку Григоровича — Степанова).